# Demis Nikolaidis
Themistoklis Demis Nikolaidis (ur. 17 września 1973 roku w Gießen) – były grecki piłkarz występujący na pozycji napastnika. Po zakończeniu kariery jako zawodnik był prezesem klubu piłkarskiego AEK Ateny.

## Kariera klubowa
Zawodową karierę rozpoczął w 1993 roku w Apollonu Smyrnis, dla którego w 80 ligowych pojedynkach strzelił 38 bramek. Latem 1996 roku przeniósł się do AEK-u, z którym w 1997, 2000 i 2002 roku zdobył Puchar Grecji. W sezonie 1998/1999 Nikolaidis w ligowych rozgrywkach zdobył 22 gole i zapewniło mu to koronę króla strzelców. Ostatni rok swojej kariery Grek spędził w Atlético Madryt, gdzie stworzył duet napastników z Fernandem Torresem.

## Kariera reprezentacyjna
W reprezentacji Grecji Nikolaidis zadebiutował 26 kwietnia 1995 roku w spotkaniu przeciwko Rosji. W 2004 roku razem z nią wywalczył mistrzostwo Europy pokonując w meczu finałowym Portugalię 1:0.

## Sukcesy
- Puchar Grecji: 1997, 2000, 2002
- Superpuchar Grecji: 1996
- Mistrzostwo Europy: 2004
- Najlepszy grecki piłkarz: 1997, 1998, 2002
- Król strzelców greckiej ligi: 1999